# Josef Mohn

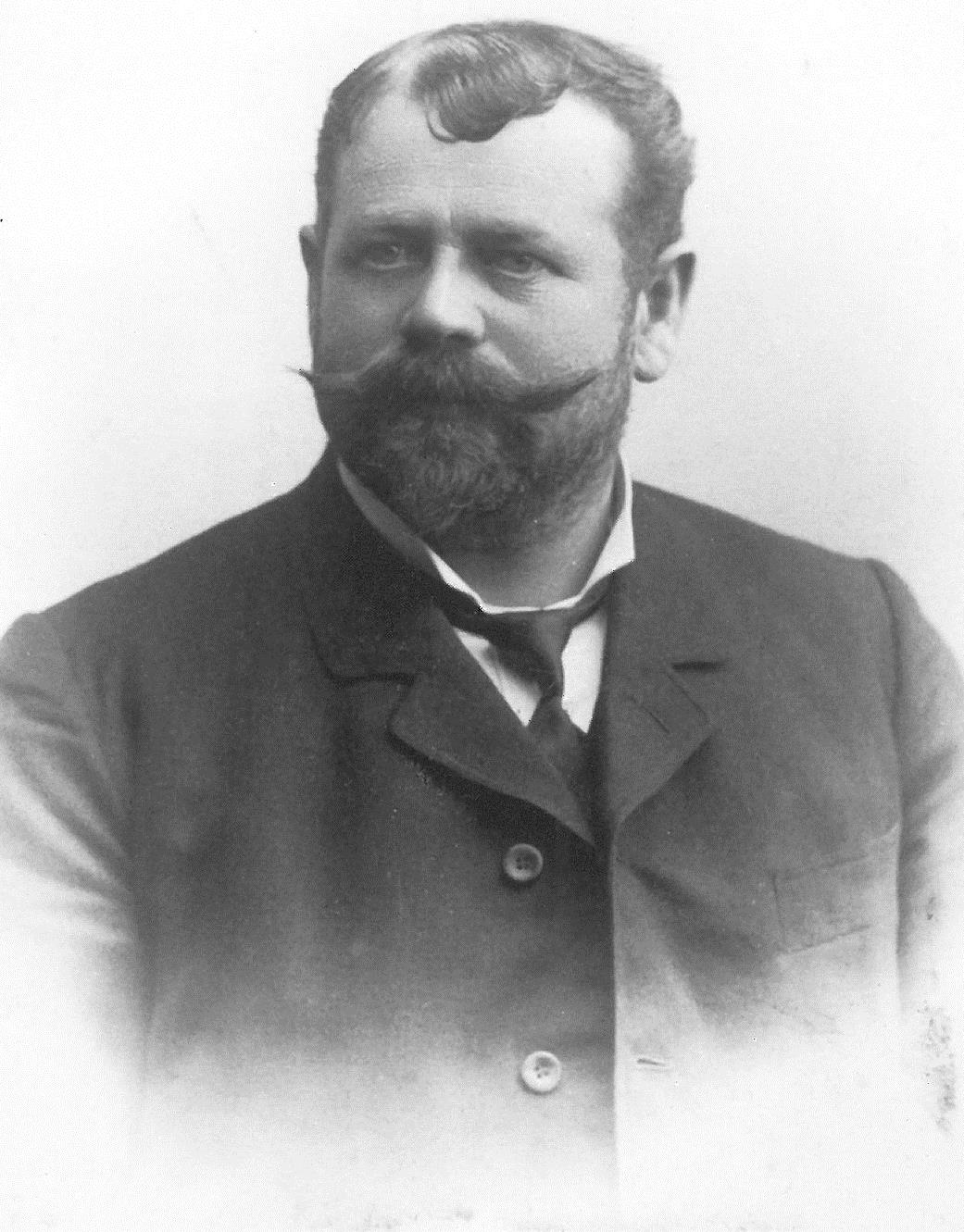
Josef Mohn, ca. 1900

Josef Mohn (*  20. Oktober 1866 in Schelklingen; †  25. Dezember 1931 ebenda) war ein Flaschnermeister und Erfinder in Schelklingen.

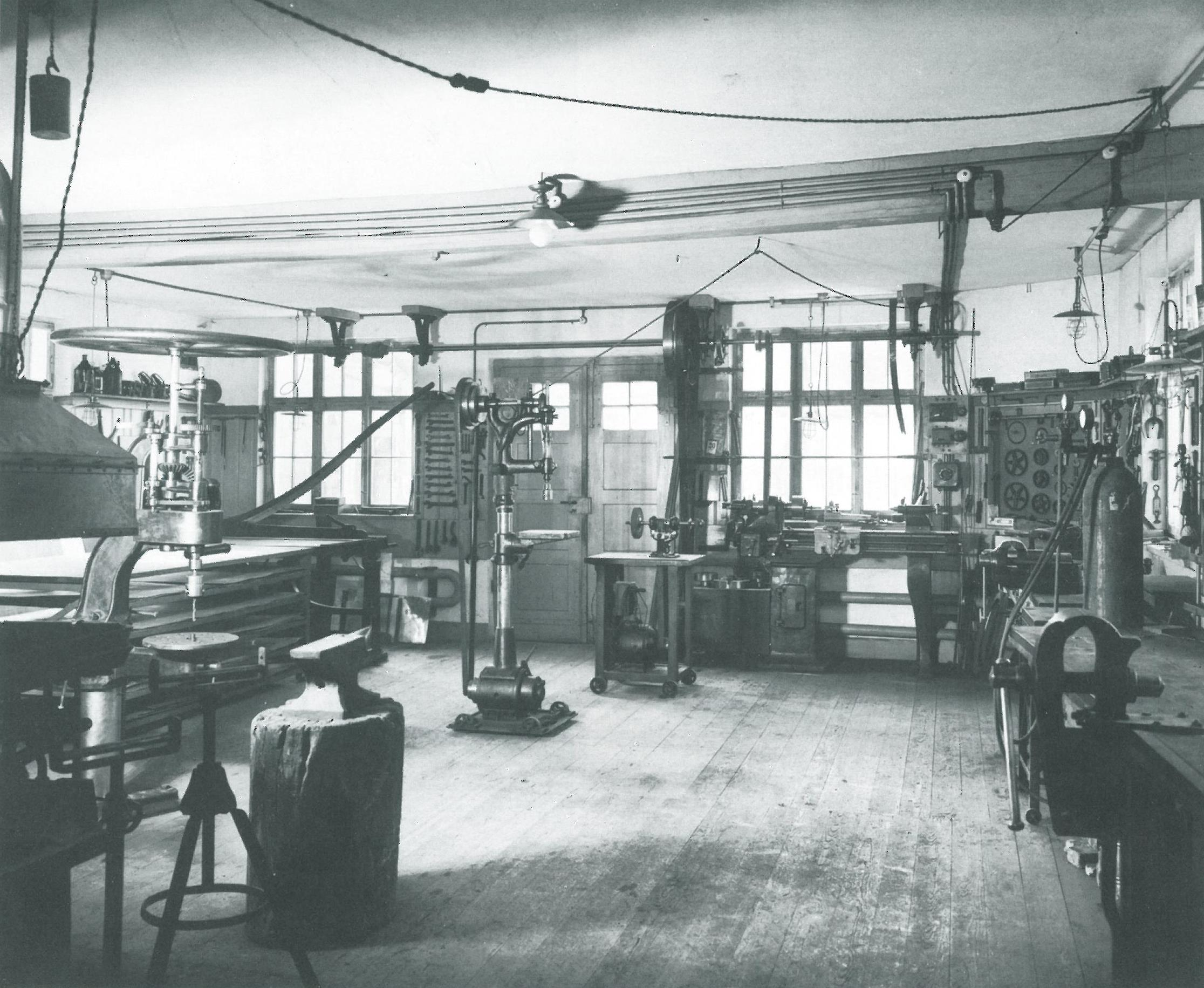
Josef Mohns Werkstatt, ca. 1900

## Leben
Josef Mohn wurde  als Sohn des Flaschners Anton Mohn (1832–1885) und dessen Ehefrau Benedicta Gumper (1828–1887) von Schmiechen (Schelklingen) geboren. Der Vater Anton Mohn stammte aus Daugendorf bei Riedlingen und erwarb am 27. August 1864 das Schelklinger Bürgerrecht, da er sich kurze Zeit später am 13. September 1864 in Schelklingen verehelichte und niederließ. Noch 1844 war der Schelklinger Stadtrat der Auffassung gewesen, dass ein Flaschner in Schelklingen keine Erwerbschancen haben würde, doch 20 Jahre später scheint die Nachfrage nach Flaschnerprodukten so angestiegen zu sein, dass der Stadtrat die Ansiedlung des Anton Mohn gestattete. Der steigende Bedarf an Flaschnerarbeiten lag in dem Bevölkerungswachstum und der steigenden Bautätigkeit begründet. Darüber hinaus waren die 1840er Jahre Krisenjahre und die wirtschaftliche Stimmung war getrübt.
Der Vater Anton Mohn besaß zunächst von vor 1869 bis 1872 einen Hausteil in der Färbergasse 7, 9, 11, 13, 15. Der Sohn Josef Mohn erwarb später das Haus Langestraße 9 (heute Bemmelbergergasse 9). In diesem geräumigen Gebäude baute er einen Ladenraum und eine große Werkstatt ein.
Josef Mohn erlernte wohl bei seinem Vater das Flaschnerhandwerk und erwarb auch den Meistertitel. Er nahm am Schelklinger Gewerbe- und Stadtleben aktiv teil: so war er Mitglied des Stadtrats. Als am 26. Januar 1902 die Raiffeisenbank Schelklingen eG gegründet wurde, war er Gründungsmitglied und erster Vorsitzender des Aufsichtsrats von 1902 bis 1906. Mohn war weiterhin Kommandant der Freiwilligen Feuerwehr Schelklingen (gegründet 1871) von 1895 bis 1910.

## Familienverhältnisse
Mohn verheiratete in Schelklingen am 31. August 1891 mit NN, aus welcher Ehe die beiden Söhne Johannes (Hans) und Anton hervorgingen, welche ebenfalls das Flaschnerhandwerk erlernten und in der väterlichen Werkstatt mithalfen. Der Sohn Johannes, in Schelklingen geboren am 21. Juni 1900 übernahm später das elterliche Geschäft.

## Erfindungen und Produkte
Mohn erdachte eine große Zahl an neuen technischen Entwicklungen, von welchen vier bekannt wurden: wie z. B. den „Eskimo“, ein „Natureiserzeugungs-Apparat“ für Brauereien, welcher patentiert und in den 20er Jahren von einer Biberacher Firma vertrieben wurde. Weiterhin erfand er den „Ideal“, einen Rasensprenger. Als drittes kann der „Monius“ genannt werden (Anspielung auf den Familiennamen „Mohn“!), ein Apparat zum Zusammensetzen von Dachrinnen und Röhren. Zuletzt entwickelte er ein spezielles Ofenrohr mit Lamellenform, welches die Heißluft besser nutzte. Weitere Verbesserungen und Entwicklungen sind – außer konstruktiven Verbesserungen an Werkzeugen – nicht bekannt geworden. Den Lebensunterhalt verdiente sich Mohn aber mit regulären Flaschnerarbeiten. Eine künstlerische Ader zeigt sich bei der Ausführung der Dachrinnen und Fallrohre an seinem eigenen Haus, welche als Drachenköpfe ausgeformt wurden.

## Firmenschriften
- Teilnahme am Wettbewerb des Württembergischen Landesgewerbeamts 1927 mit dem Thema: „Wie ist mein Betrieb heute, welche Mängel hat er und wie könnte er wirtschaftlicher gestaltet werden?“ mit einer Arbeit mit dem Titel „Meine Werkstatt, meine Welt“.